# Naomi Lang
Naomi Lang (* 18. Dezember 1978 in Arcata, Kalifornien) ist eine US-amerikanische Eiskunstläuferin, die im Eistanz antritt. Ab 1996 trat sie mit Peter Tchernyshev als Partner an. Zusammen wurden sie in den Jahren 2000 und 2002 Vier-Kontinente-Meister im Eistanz. Sie nahmen ebenfalls an den Olympischen Winterspielen 2002 und an fünf Weltmeisterschaften teil.

## Ergebnisse
Zusammen mit Peter Tchernyshev
| Meisterschaft / Jahr             | 1997    | 1998    | 1999    | 2000    | 2001    | 2002    | 2003    |
| -------------------------------- | ------- | ------- | ------- | ------- | ------- | ------- | ------- |
| Olympische Winterspiele          |         |         |         |         |         | 11.     |         |
| Weltmeisterschaften              |         |         | 10.     | 8.      | 9.      | 9.      | 8.      |
| Vier-Kontinente-Meisterschaften  |         |         | 3.      | 1.      | 2.      | 1.      | 3.      |
| US-amerikanische Meisterschaften | 5.      | 3.      | 1.      | 1.      | 1.      | 1.      | 1.      |
| Grand-Prix-Wettbewerb / Saison   | 1996/97 | 1997/98 | 1998/99 | 1999/00 | 2000/01 | 2001/02 | 2002/03 |
| Skate America                    |         | 6.      | 5.      | 3.      | 5.      |         |         |
| Skate Canada                     |         | 9.      |         |         |         |         |         |
| Cup of Russia                    |         |         | 5.      |         |         |         |         |
| Internationaux de France         |         |         |         | 5.      |         |         |         |